# Oscar Pettiford
Oscar Pettiford, né à Okmulgee en Oklahoma le 30 septembre 1922 – mort à Copenhague au Danemark le 8 septembre 1960, est un contrebassiste, violoncelliste et compositeur de jazz, surtout bebop.

## Biographie
Oscar Pettiford naît en Oklahoma d'une mère choctaw et d'un père mi-cherokee mi-afro-américain.
En 1942 il intègre l'orchestre de Charlie Barnet et en 1943 attire l'attention après avoir enregistré avec Coleman Hawkins sur « The Man I Love ». À la même période, il enregistre aussi avec Earl Hines et Ben Webster. Lui et Dizzy Gillespie dirigent un groupe bop en 1943. En 1945 Pettiford se rend en Californie avec Hawkins. Il apparaît dans The Crimson Canary un film connu pour sa musique originale. Il joue ensuite avec Duke Ellington de 1945 à 1948 et avec Woody Herman en 1949 avant de se produire surtout comme leader dans les années 1950.
En 1958 il déménage à Copenhague et enregistre pour des labels européens. Oscar Pettiford meurt en 1960 d'un virus proche de celui de la poliomyélite.

## Violoncelliste de jazz
Pettiford est considéré comme le pionnier du violoncelle en tant qu'instrument soliste dans le jazz. En 1949, alors qu'il a un bras cassé, Pettiford ne peut jouer de la basse et s'essaye au violoncelle, prêté par un ami. Il l'accorde en quartes, comme une contrebasse mais une octave plus haut. Il enregistre pour la première fois avec un violoncelle en 1950. Le violoncelle devient alors son second instrument et il continuera à en jouer tout au long de sa carrière.

## Œuvre
Parmi ses compositions, on peut citer notamment Tricrotism, Laverne Walk, Bohemia After Dark et Swingin' Till the Girls Come Home.

## Discographie

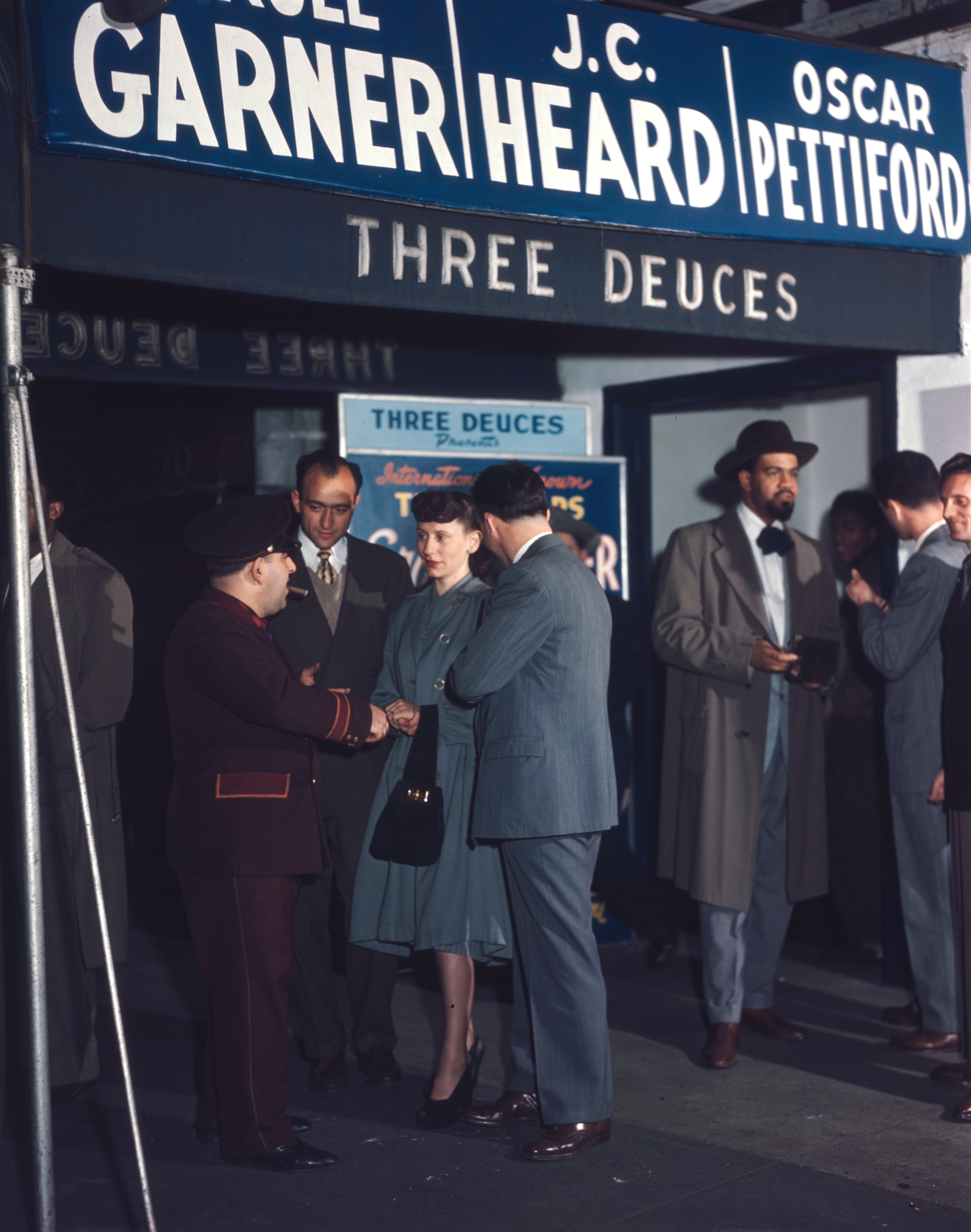
Oscar Pettiford headlining with Erroll Garner and J.C. Heard at 3 Deuces nightclub on 52nd Street, July 1948

### En tant que leader
- Bass Hits (Topaz, 1943–46)
- Discoveries (1952)
- The New Oscar Pettiford Sextet (Debut, 1953) avec Charles Mingus, Julius Watkins, Walter Bishop jr., Percy Bridge
- First Bass (1953)
- Oscar Pettiford Sextet (Vogue, 1954) avec Kai Winding, Al Cohn, Tal Farlow, Henri Renaud, Max Roach
- Basically Duke (1954)
- Oscar Pettiford (Bethlehem, 1955)
- Another One (1955)
- O.P. Big Band: Deep Passion (GRP, 1956–57) avec Tommy Flanagan, David Amram, Julius Watkins, David Kurtzer, Jerome Richardson, Osie Johnson, Gigi Gryce, Lucky Thompson, Art Farmer, Danny Bank, Jimmy Cleveland, Ernie Royal, Janet Putnam u.a.
- Winner's Circle (Prestige, 1957) avec John Coltrane
- The Oscar Pettiford Orchestra in Hi-Fi, Vol. 1 (1956) & Vol. 2 (1957) avec Tommy Flanagan, David Amram, Ed London, Art Farmer, Gigi Gryce, Betty Glamamm, Jimmy Cleveland, Osie Johnson, Danny Bank, Jerome Richardson, Lucky Thompson, Ernie Royal.
- Vienna Blues – The Complete Session (Black Lion, 1959) avec Hans Koller, Attila Zoller, Jimmy Pratt
- Montmartre Blues (Black Lion, 1959–60)
- The Complete Essen Jazz Festival Concert, (Black Lion, 1960) avec Coleman Hawkins, Bud Powell, Kenny Clarke
- My Little Cello (America Records, 1960)

### En tant que sideman
- Art Blakey : Drum Suite (Columbia, 1957)
- The Birdlanders : Vol. 2 (OJC, 1954) avec Kai Winding, Al Cohn, Tal Farlow, Duke Jordan, Max Roach, Denzil Best
- Sid Catlett : 1944-1946 (Classics)
- Teddy Charles : 3 for Duke (Jubilee/London,1957)
- Chris Connor & John Lewis Quartet : Chris Connor (Atlantic)
- Miles Davis : The Musings of Miles (Prestige)
- Miles Davis : Miles Davis Volume 1/Miles Davis Volume 2 (Blue Note, 1952–54)
- Kenny Dorham : Jazz Contrasts (OJC, 1957) Afro-Cuban (Blue Note, 1955)
- Duke Ellington : Carnegie Hall Concert January 1946 (Prestige)
- Duke Ellington : Carnegie Hall Concert December 1947 (Prestige); 1947-1948 (Classics), 1949-1950 (Classics), Great Times! (OJC, 1950) (includes "Perdido", "Blues for Blanton")
- Tal Farlow : Jazz Masters 41 (Verve 1955-58); Finest Hour (Verve, 1955–58)
- Leonard Feather : 1937-1945 (Classics,1952–56)
- Dizzy Gillespie : 1945 (Classics)
- Urbie Green : East Coast Series Vol. 6 (Bethlehem, 1956)
- Jimmy Hamilton & The New York Jazz Quintet (Fresh Sound Rec.)
- Coleman Hawkins : Rainbow Mist (Delmark, 1944), The Hawk Flies High (OJC, 1957)
- Ernie Henry : Last Chorus (OJC, 1956–57)
- Woody Herman : Keeper Of the Flame (Capitol, 1948–49)
- Earl Hines Trio : Fats Waller Memorial (Signature SI-l-lA/B etc.)
- Johnny Hodges : Caravan (Prestige, 1947–51)
- Helen Humes : 1927-1945 (Classics)
- Milt Jackson : Ballads & Blues (Atlantic, 1956)
- Milt Jackson : Plenty, Plenty Soul (Atlantic, 1957)
- Lee Konitz et Warne Marsh : Lee Konitz with Warne Marsh (Atlantic, 1955)
- Herbie Mann : Sultry Serenade (Riverside, 1957), Salute to the Flute (Epic, 1957)
- Helen Merrill : Helen Merrill (Emarcy, 1954), Dream of You (Emarcy, 1957)
- Thelonious Monk : Thelonious Monk Plays Duke Ellington (Riverside, 1955), The Unique Thelonious Monk (Riverside, 1956), Brilliant Corners (Riverside, 1956)
- Phineas Newborn, Jr. : Here Is Phineas (Atlantic, 1956)
- Leo Parker : Prestige First Sessions: Volume 1 (Prestige, 1950)
- Max Roach : Deeds, Not Words (OJC, 1958)
- Sonny Rollins : Freedom Suite (Riverside, 1958)
- Charlie Rouse : Les Jazz Modes (Dawn, 1956)
- Sonny Stitt : Sonny Stitt Plays Arrangements from the Pen of Quincy Jones (Roost, 1955)
- Billy Strayhorn : Great Times! (Riverside, 1950)
- Art Tatum : The Art Of Tatum (ASV, 32-44)
- Clark Terry : Clark Terry (EmArcy, 1955)
- Lucky Thompson : Accent on Tenor Sax (FSR, 1954)
- Lucky Thompson : Tricotism (Impulse, 1956)
- George Wallington : The George Wallington Trios (OJC, 1952–53)
- Julius Watkins : Julius Watkins Sextet (Blue Note, 1954–55)